# Cratere Wassamu
Wassamu  è un cratere sulla superficie di Marte.